# Квартет Кальве
Квартет Кальве́ (фр. Quatuor Calvet) — французский струнный квартет, существовавший в 1919—1940 гг.
Квартет достиг наивысшего расцвета после прихода в его состав Даниила Гилевича в 1928 г. С этим совпала смерть выдающегося французского скрипача Люсьена Капе и роспуск его квартета, доминировавшего на французской квартетной сцене.
Специалистами высоко оцениваются сделанные Кальве и его товарищами записи квартетов Бетховена и Шуберта:

Утончённое, рафинированное качество их Шуберта обладает мгновенной притягательностью: изысканная сбалансированность звучания производит впечатление женственности. Динамика взвешенна, рубато деликатны и проникновенны, портаменто быстры и выразительны.

В то же время Квартет Кальве много работал с новейшей французской музыкой — исполнив, в частности, премьеры произведений Рейнальдо Хана, Флорана Шмитта, Жана Франсе и др. Среди заметных записей квартета также фортепианный квартет Габриэля Форе с Робером Казадезюсом (1935, без Гилевича).

## Состав
Первая скрипка:
- Жозеф Кальве

Вторая скрипка:
- Жорж Миньо (1919—1928)
- Даниил Гилевич (1928—1940)

Альт:
- Леон Паскаль

Виолончель:
- Поль Ма